# بخش اوگلایز (شهرستان آلن، اوهایو)
بخش اوگلایز (به انگلیسی: Auglaize Township) یک منطقهٔ مسکونی در ایالات متحده آمریکا است که در شهرستان آلن، اوهایو واقع شده‌است.
 بخش اوگلایز ۹۳٫۶ کیلومتر مربع مساحت و ۲٬۷۸۳ نفر جمعیت دارد و ۳۰۰ متر بالاتر از سطح دریا واقع شده‌است.